# Henriette Crüwell
Henriette Crüwell (* 1971 in Offenbach am Main) ist eine deutsche evangelische Theologin. Seit 2022 amtiert sie als Pröpstin der Propstei Rheinhessen und Nassauer Land der Evangelischen Kirche in Hessen und Nassau (EKHN) mit Dienstsitz in Mainz.

## Herkunft
Henriette Crüwell stammt aus einem römisch-katholischen Elternhaus und war als Jugendliche in der Kirche aktiv.

## Leben und Werdegang
Crüwell machte Abitur an der katholischen Heimschule Kloster Wald im südlichen Baden-Württemberg. Anschließend studierte sie zunächst Rechtswissenschaften in Würzburg und Kiel, absolvierte dann ein Referendariat – unter anderem am Landgericht Darmstadt – und legte das zweite Juristische Staatsexamen ab. Sie arbeitete am Oswald von Nell-Breuning-Institut für Wirtschafts- und Gesellschaftsethik in Frankfurt am Main und als Rechtsberaterin in der arbeitsrechtlichen Kommission des deutschen Caritasverbandes. Parallel studierte sie Philosophie und römisch-katholische Theologie an der Philosophisch-Theologischen Hochschule Sankt Georgen in Frankfurt am Main. Anschließend war sie Vikarin in der Alt-katholischen Gemeinde St. Cyprian in Bonn und eine der ersten Priesterinnen in der alt-katholischen Kirche.
2013 konvertierte sie in die Evangelische Kirche im Rheinland und arbeitete ab 2014 als Gemeindepfarrerin in der EKHN. Zunächst war Henriette Crüwell an der jugend-kultur-kirche sankt peter in Frankfurt am Main tätig, ab 2016 Pfarrerin an der Friedenskirche in Offenbach am Main. In dieser Zeit war sie auch Vorsitzende der Arbeitsgemeinschaft Christlicher Kirchen in Offenbach und als Lehrpfarrerin tätig. Aufgrund ihrer juristischen Qualifikation war die Theologin zudem Beisitzerin im kirchlichen Verfassungs- und Verwaltungsgericht der EKHN.
Im November 2021 wählte die Kirchensynode der EKHN Henriette Crüwell zur Pröpstin der Propstei Rheinhessen und Nassauer Land in Nachfolge von Klaus-Volker Schütz, der das Amt 22 Jahre bekleidet hatte und in den Ruhestand ging. Mit einem Gottesdienst wurde sie von der stellvertretenden Kirchenpräsidentin der EKHN, Ulrike Scherf, im September 2022 in der Oppenheimer Katharinenkirche in ihr neues Amt eingeführt. Die Amtszeit beträgt sechs Jahre. Eine Wiederwahl ist möglich.
Inhaltlich wichtig ist Henriette Crüwell der Dialog zwischen Kirche und Gesellschaft, insbesondere die Themen Feminismus, Inklusion, soziale Gerechtigkeit, Geschlechtergerechtigkeit und Vielfalt.

### Veröffentlichungen
- Hat Gott Humor? In: Internationale kirchliche Zeitschrift. Neue Folge der Revue internationale de théologie. Band 104 (2014) S. 256–274.
- Geistliche Gasthäuser an den Wegen der Menschen. In: Evangelische Propstei Rheinhessen und Nassauer Land – Predigten und Impulse.
- zusammen mit Mirjam Raupp: Das Pfarramt als Amt der Vernetzung und Orientierung. In: Evangelische Propstei Rheinhessen und Nassauer Land – Predigten und Impulse.